# Il-Itmiš-kagan
Il-Itmiš-kagan byl osmým vládcem Kutluckého kaganátu (Modří Turci), kterému vládl od 742 do 744 s titulem Il-Itmiš-kagan. Kaganát byl založen Ašına klanem v 7. století v původní vlasti Turků – severním (velkém) Mongolsku.
Byl vnuk Тüzil-begův (Zieghu) a syn Uti-begúv. Zastával funkci náčelníka Basmalských kmenů. Plánovaný koaliční protiturkucký spolek byl připraven již v roce 720 v Čchang-anu (Si-an) čínskými Tchangy. Kmeny Basmalů se také připojily do této koaliční vzpoury. V roce 742 stál ve vedení Basmalských kmenů (5-Oguzové) náčelník v exilu - Kieti, jako uchazeč o trůn, který získal po svém příbuzném Ašına Kutoovi (Kutluk II.). V témže roce byl korunován titulem Il-Itmiš-kagan. Nicméně, v tomto bouřlivém období na tomto postu vytrval necelý rok.
Vládu nad Turky pak převzal Pan Kül-teginúv starší syn Ašına Wusumiši (Özmyš).

## Jména a tituly
- Il-Itmiš-kagan nebo Irteriš-kagan[1] také Tietieliš' kagan (čínsky v českém přepisu Ťie-tie-li-š' kche-chan, pchin-jinem jiedielǐshi kěhàn, znaky 伊跌伊施可汗)
- osobní jméno Ašına Kieti (čínsky v českém přepisu A-š'-na Čchie-tchi, pchin-jinem āshǐnà qieti, znaky 阿史那齐那些)